# Gelbschnabelwürger
Der Gelbschnabelwürger (Lanius corvinus) ist die eine Art innerhalb der Familie der Würger (Laniidae). Der gelbschnabelige, langschwänzige, auf der Oberseite fast einheitlich braune oder graubraune Vogel kommt in einem breiten Steifen südlich der Sahara und nördlich des Regenwaldgürtels von der westafrikanischen Atlantikküste ostwärts bis Kenia vor. In diesem großen Verbreitungsgebiet bewohnt die Art bei relativ großer Klimatoleranz unterschiedliche Lebensräume von Trockensavannen bis zu den Randbereichen tropischer Feuchtwälder.
Gelbschnabelwürger leben in Gruppen von etwa 12 Individuen, in denen nur ein weitgehend monogames Paar brütet. Das brütende Weibchen dominiert die Gruppe, die meisten anderen Gruppenmitglieder assistieren bei der Brut. Die Art ernährt sich von großen Insekten und kleinen Wirbeltieren. Die nördlichen Populationen verlassen während der Trockenzeit ihre Brutgebiete und ziehen in großen Gruppen südwärts, die weiter südlich lebenden Gelbschnabelwürger sind Standvögel.
Der Gelbschnabelwürger ist lokal häufig. Er wird von der IUCN als nicht gefährdet (LC = least concern) eingestuft.

## Merkmale

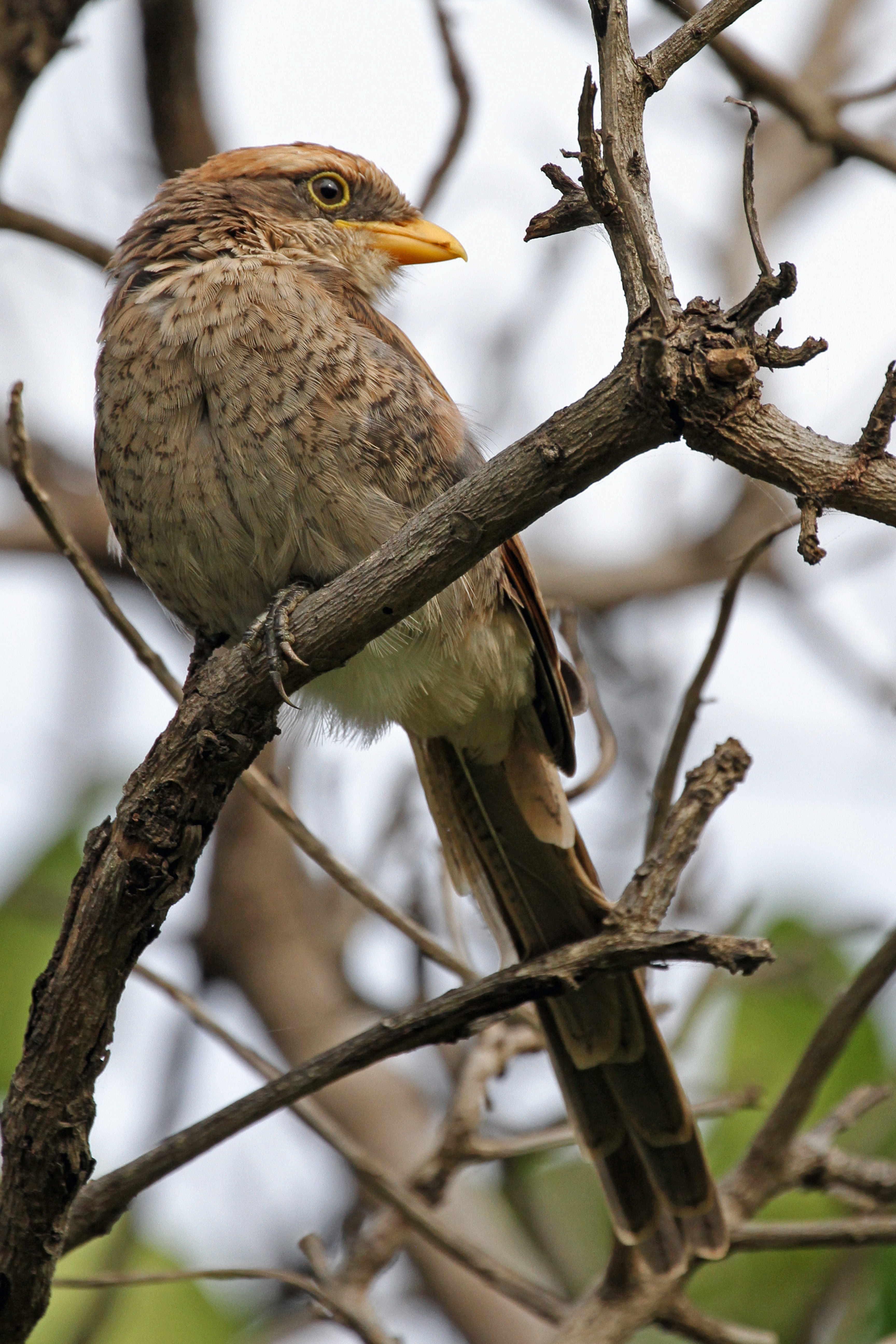
Die dunkel geflockte Brustregion und die noch undeutliche Gesichtsmaske weist dieses Individuum als Jungvogel aus

Mit einer Gesamtlänge von etwa 30 Zentimetern zählt der Gelbschnabelwürger zu den größten Würgerarten. Allerdings entfallen davon 3/5 (18 Zentimeter) auf den Schwanz. Das Gewicht liegt im Mittel bei 65 Gramm, entspricht also dem des wesentlich kleineren Nördlichen Raubwürgers. Der auf der Oberseite meist graubraune, auf der Unterseite hellere Vogel ist in seinem großen Verbreitungsgebiet weitgehend unverwechselbar.

### Aussehen
Die Oberseite ist auf braunem oder graubraunem Grund dunkel gestrichelt; die Grundfärbung wird zum Bürzel hin heller, die Strichelung undeutlicher. Die Flügel sind dunkelbraun, die Armschwingen sind im ersten Drittel warm kastanienbraun. Dies erzeugt beim sitzenden Vogel ein unterschiedlich deutliches Flügelfeld, beim fliegenden ist es immer als markante breite Sichel im letzten Flügeldrittel sichtbar. Gegen dieses helle Feld kontrastieren die dunklen Spitzen der Handschwingen stark. Die kleinen Flügeldecken können eine hellere Färbung als das übrige Oberseitengefieder aufweisen. Kopf, Scheitel und Nacken sind rötlich braun, manchmal auch gelblich braun, vom Schnabelansatz zieht sich eine dunkle Maske über die Augen zu den Ohrdecken. Bei gleicher Grundtönung ist die Oberseitenfärbung und die Intensität der dunklen Strichelung relativ variabel. Die Unterseite ist verwaschen weiß und besonders an Brust und Flanken fein dunkel gestrichelt, manchmal auch leicht gebändert, gewellt oder genetzt. Die Flankenfedern sind bauschig verlängert. Die dunkelbraunen Federn des stark gestuften, sehr langen Schwanzes (Außenfedern sind nur halb so lang wie das zentrale Paar) weisen eine feine hell rötlich braune Randung auf; einzelne sind an der Spitze weißlich gepunktet. Die Iris der gelb gerandeten Augen ist dunkelbraun, die Beine sind grau-grünlich und der markante, Hakenschnabel, der einen Falkenzahn aufweist, intensiv gelb.
Der Geschlechtsdimorphismus ist sehr gering. Unterschiede in Größe und Gewicht scheinen nicht zu bestehen, unterschiedlich gefärbt ist das verlängerte, bauschige Flankengefieder: beim Männchen ist dieser Bereich nur undeutlich dunkler als der übrige Bauchbereich, beim Weibchen jedoch recht markant dunkel kastanienbraun.
Jungvögel sind oberseits auf graubraunem Grund dunkel gewellt und gefleckt, auch die Unterseite ist auf schmutzig weißem Grund dunkel gewellt und geflockt. Die adulttypische Strichelung erscheint erst nach der ersten Vollmauser.

### Flug
Der gerade, meist niedrig verlaufende Flug wirkt zögerlich und kraftlos. Die Flügel sind relativ kurz, gerundet und breit, der hell kastanienbraune Flügelspiegel ist markant. Die Flugsilhouette ist durch die kurzen, gerundeten Flügel und den langen Schwanz weitgehend unverkennbar.

### Lautäußerungen
Die Lautäußerungen sind vielfältig, mehrheitlich laut, rau, harsch und krächzend, daneben aber auch leiser, pfeifend, zwitschernd und plappernd. Manche Laute haben reinen Geräuschcharakter, die Art verfügt aber auch über einige melodische Rufe, die vielfältig aneinandergereiht und variiert werden. Häufig sind laute stimmliche Auseinandersetzungen zweier Gruppen an den jeweiligen Territoriumsgrenzen, oder leisere Duette zwischen zwei Individuen. Die Gruppenmitglieder sind in andauerndem Stimmkontakt untereinander, auch im Flug sind leise Rufe zu hören. Nach Panov bestehen keine Ähnlichkeiten zu den Lautäußerungen des Elsterwürgers, ein zusätzliches Argument für die Aufspaltung der Gattung.

## Verbreitung

Verbreitung des Gelbschnabelwürgers

Die Art ist in einem breiten, sich in seinem östlichsten Abschnitt verengenden Band von der Atlantikküste in Westafrika ostwärts bis Norduganda und Westkenia, möglicherweise auch Nordtansania verbreitet. Die Nordgrenze liegt im Westen in Südmauretanien bei etwa 15° N und nähert sich ostwärts dem Äquator, der östlich des Viktoriasees erreicht und überschritten wird. Die Südgrenze liegt im Westen im zentralen Sierra Leone und verläuft unter Aussparung der Regenwaldgebiete ostwärts bis Westkenia. Im Südwesten reichen die Vorkommen gebietsweise bis an den Golf von Guinea.
In diesem großen Verbreitungsgebiet zeigt sich die Art als sehr klimatolerant, die imstande ist, unterschiedliche Lebensräume zu besiedeln. Im Norden, am Rande der Sahelzone, bewohnen Gelbschnabelwürger vor allem Trockensavannen und schütter baumbestandenes offenes Grasland, weiter nach Süden hin Feuchtsavannen und flussbegleitende Gehölze. Gebietsweise kommt die Art auch in Gärten, Parks und in anderen vom Menschen umgestalteten Landschaftsstrukturen vor. Vertikal ist der Gelbschnabelwürger vom Meeresniveau im Westen und Südwesten bis etwa 2200 Meter im Gebiet des kenianischen Rift Valley verbreitet.

### Wanderungen
Soweit bekannt verlassen die meisten der im trockenen Norden des Verbreitungsgebietes lebenden Gelbschnabelwürger zu Beginn der Trockenzeit ihre Brutgebiete. Südwärts ziehende Scharen von 150 und mehr Vögel wurden in Mauretanien beobachtet; in Südmali, Südtschad und Südsudan ist die Art nur zwischen Oktober und Mai verbreitet. Die weiter südlich lebenden Populationen scheinen Standvögel zu sein.

### Raumbedarf
Zum Raumbedarf der Art liegen wenige Angaben vor. Gelbschnabelwürger scheinen während des Großteils des Jahres territorial zu sein. Sie beanspruchen und verteidigen ein Territorium von durchschnittlich 18 Hektar, wobei Gruppen- und Territoriumsgröße voneinander unabhängig sind.

## Verhalten
Gelbschnabelwürger sind laute, auffällige Vögel, die dort, wo sie nicht verfolgt werden, auch in räumlicher Nähe zu menschlichen Siedlungen vorkommen. Die tagaktiven Vögel, deren Aktivitätsspanne von Sonnenaufgang zu Sonnenuntergang reicht, leben in Gruppen von 6–15 Individuen. Innerhalb einer solchen Gruppe dominiert ein Weibchen, das auch als einziges brütet. Sein Partner folgt in der Gruppenhierarchie. Die intraspezifische Aggression ist gering; nur ranghohe Weibchen scheinen um die Möglichkeit sich zu verpaaren und zu brüten zu konkurrieren. Insgesamt ist jedoch die Gruppenorganisation, ihre soziale Struktur, sowie die Einbindung beziehungsweise Dismigration der Jungvögel nicht ausreichend erforscht. Das Territorium wird von allen Gruppenmitgliedern verteidigt. An den Reviergrenzen kommt es häufig zu Disputen mit Nachbargruppen, die unter lautem Geschrei, Flügelschlagen und Umherhüpfen in einem Grenzbusch ausgetragen werden. Vor Feinden, insbesondere Flugfeinden wie verschiedenen Greifvogelarten und Krähen, warnen die Gruppenmitglieder gemeinschaftlich. Die gesamte Gruppe verbringt die Ruhezeiten in einem Busch, den sie in der Abenddämmerung anfliegt. Derselbe Ruheplatz wird oft jahrelang beibehalten.

## Nahrung und Nahrungserwerb

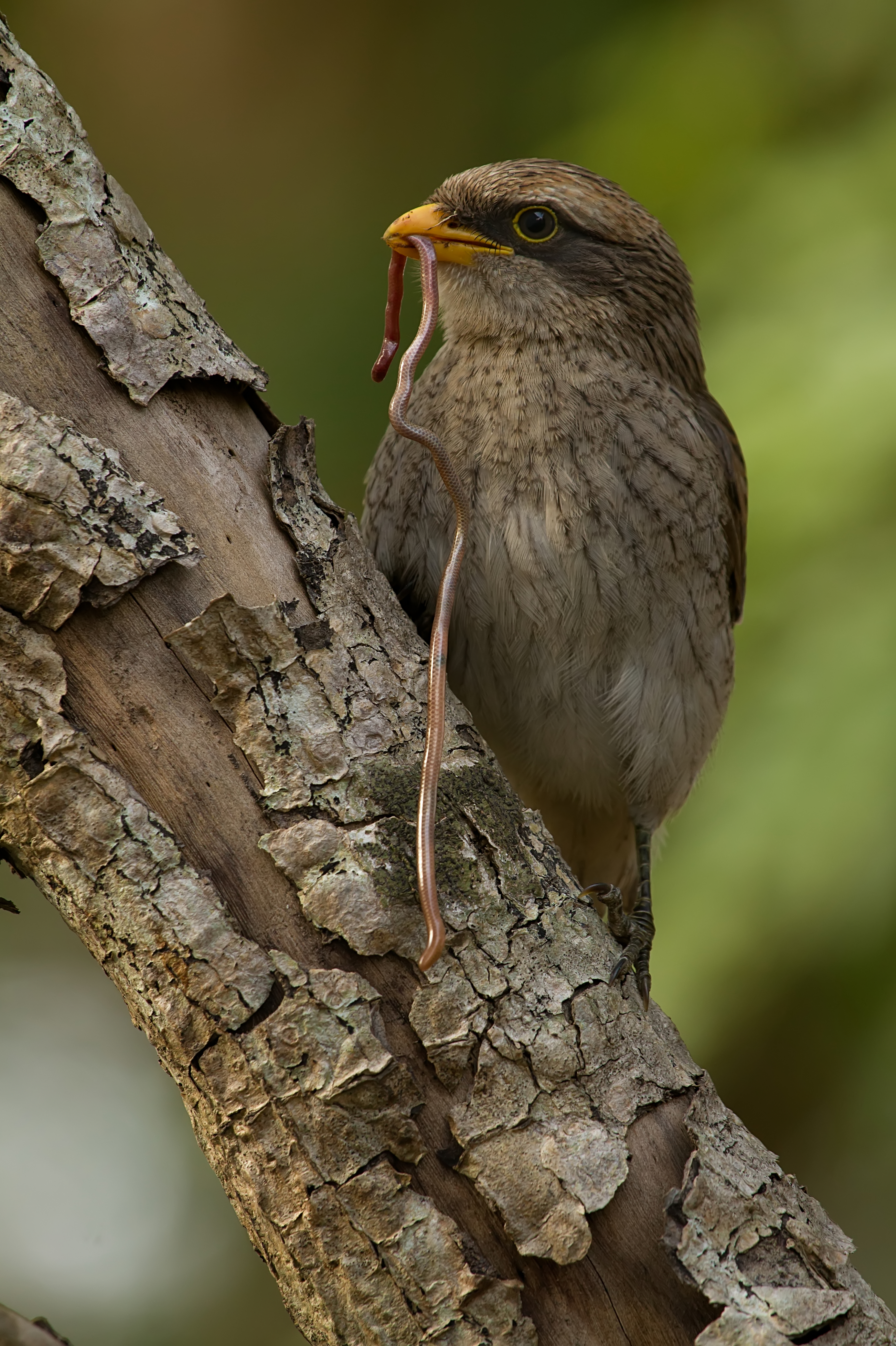
Gelbschnabelwürger mit Beute – deutlich ist das bauschige Flankengefieder zu erkennen

Hauptnahrung der Art sind Insekten und Regenwürmer. Unter den Insekten kommen viele Arten in Frage, die eine gewisse Größe und ein gewisses Mindestgewicht nicht unterschreiten. Ameisen, Heuschrecken, Grillen, Zikaden, Käfer und Bienen überwiegen. In einer Studie machten Käfer, Heuschrecken und Hautflügler 95 % der Beutetiere aus. Regenwürmer spielen saisonal eine nicht unwesentliche Rolle, eher selten werden auch kleine Wirbeltiere wie Eidechsen, Frösche oder Jungvögel erbeutet. Auch Früchte nehmen Gelbschnabelwürger zu sich.
Die Beute wird von einem Ansitz aus erspäht und auf dem Boden geschlagen. Gelegentlich kommen Flugjagden vor. Jedes Gruppenmitglied jagt für sich, nur bei sehr großem Nahrungsangebot sieht man viele Gruppenmitglieder versammelt. Das für die meisten Würger typische Aufspießen von Beutetieren wurde beim Gelbschnabelwürger nicht beobachtet.

## Brut
Die Balzrituale des einzigen brütenden Paares sind nicht genau bekannt; jedenfalls spielen dabei die verlängerten Flankenfedern eine Rolle, auch Futterübergaben wurden beobachtet. Die Brutzeiten variieren sehr stark, vor allem im Süden können in allen Monaten Bruten stattfinden. Meist beginnt die regionale Brutsaison mit dem Einsetzen der Regenzeit. Zwei, manchmal auch drei Bruten sind die Regel. Nur ein dominantes und offenbar monogames Paar brütet, Konkurrenzsituationen können zwischen zwei oder mehreren brutwilligen Weibchen auftreten. Das Nest wird vom Brutpaar und einigen Helfern in Höhen von 3–6 Metern in einem Busch errichtet. Es ist ein recht loser, schlampiger Napf mit durchschnittlich 95 Millimeter Durchmesser und 44 Millimeter Tiefe. Die Konstruktion besteht aus Zweigen und Grashalmen. Das Gelege besteht aus 3–5(2–6) gelblichbraunen Eiern mit den Durchschnittsmaßen von etwa 23,2 × 18,5 Millimeter. Es brütet nur das Weibchen, das während dieser Zeit vom Männchen und von einigen Helfern gefüttert wird; letztere äußern bei Nestannäherung einen leisen Beschwichtigungslaut. Die Brutdauer beträgt 16-, die Nestlingszeit 18–20 Tage. Die Nestlinge werden von allen Gruppenmitgliedern mit Nahrung versorgt, dabei übergeben die Helfer die Nahrung dem dominanten Weibchen, das es an die Jungen verfüttert. Die Jungen sind nach sieben Wochen selbständig und übernehmen Aufgaben in der Gruppe.
Zum Bruterfolg gibt es nur eine Untersuchung aus Ghana. Danach flogen nur aus 25 % der gelegten Eier Jungvögel aus.

## Systematik
Die Art wurde 1809 von George Shaw erstbeschrieben und Lanius corvinus, also krähenähnlicher Lanius (Würger) genannt. Das Typusexemplar stammt wahrscheinlich aus dem Senegal. Nach der Erstbeschreibung des Elsterwürgers 1831 als Lanius melanoleucus stellte René Primevère Lesson beide Arten in eine neue Gattung, die er Corvinella nannte. Auch Corvinella verweist auf die Krähenähnlichkeit und bedeutet kleine Krähe. Danach blieb die systematische Stellung der beiden Arten, insbesondere die Gattungszugehörigkeit und deren Familienzuordnung Gegenstand wissenschaftlicher Diskussion. C. Hilary Fry et al. wiesen 2000 auf die grundlegenden Unterschiede zwischen Elsterwürger und Gelbschnabelwürger hin und schlugen für den Elsterwürger den Gattungsnamen Urolestes vor, der schon 1850 von Jean Louis Cabanis eingeführt worden war. Da sich 2019 herausstellte, dass Gelbschnabelwürger und Elsterwürger zur gleichen Klade gehören wie die Würger der Gattung Lanius werden sie von der International Ornithologists’ Union seit August 2023 wieder in Lanius geführt.
Die geographische Variation ist gering. Zurzeit werden meist 3–5 Unterarten beschrieben, die sich geringfügig in Bezug auf die Färbung, die Strichelung/Streifung von Oberseiten- und Unterseitengefieder sowie die Ausdehnung des kastanienbraunen Flügelfeldes unterscheiden.
- Lanius corvinus corvinus (Shaw, 1809): Senegal, Gambia und Niger. Großes Flügelfeld, Reste einer dunklen Streifung (nicht Strichelung).
- Lanius corvinus affinis Hartlaub, 1857 : Ostteil des Verbreitungsgebietes – Oberseite mehr graubraun (nicht rötlich braun), relativ kleines Flügelfeld.
- Lanius corvinus togoensis Neumann, 1900 : Süd- und Zentralteil des Verbreitungsgebietes. Sehr ähnlich der Nominatform, auf der Oberseite intensiver gestrichelt.
- Lanius corvinus caliginosa Friedmann & Bowen, 1933 : Äußerster Nordosten des Verbreitungsgebietes, vor allem südzentrales- und südwestliches Südsudan – etwas längerer Schwanz als die Nominatform, sehr intensiv auf Ober- und Unterseite gestrichelt.

Die Unterart L. c. chapini wird nicht allgemein anerkannt und meist mit L. c. affinis oder der Nominatform gleichgesetzt.

## Bestand und Bedrohung
Das Verbreitungsgebiet der Art ist mit 3,5 Mio. km² sehr groß. In einigen Regionen, wie zum Beispiel in Ghana, dürfte der Bestand leicht zunehmen, in Ostafrika dagegen etwas abnehmen. Langfristig kann die jetzt noch weitgehend stabile Bestandsdichte jedoch nur aufrechterhalten werden, wenn der Pestizideintrag gesenkt wird, zumindest aber nicht weiter steigt und kleinräumige landwirtschaftliche Nutzungsstrukturen in offenen oder halboffenen Landschaften erhalten bleiben.
Quantitative Bestandserhebungen fehlen ebenso wie überregionale Analysen der Bestandsentwicklung. Vor allem aufgrund des sehr großen Verbreitungsgebietes wertet die IUCN den Bestand mit LC (= least concern) – nicht gefährdet.